# 코르넬리아 프로뵈스
코르넬리아 프로뵈스(Cornelia Froboess, 1943년 10월 28일 ~ )는 독일의 배우이자 1950~1960년대 초 아이돌 스타이다. 유로비전 송 콘테스트 1962 독일 대표 참가자이다.

## 출연 작품
- 윈드스톰 2 (2015)
- 윈드스톰 (2013)
- 노킹 온 헤븐스 도어 (1997)
- 베로니카 포스의 갈망 (1982)
- 탈주한 하사 (1962)